# Petru Grădișteanu

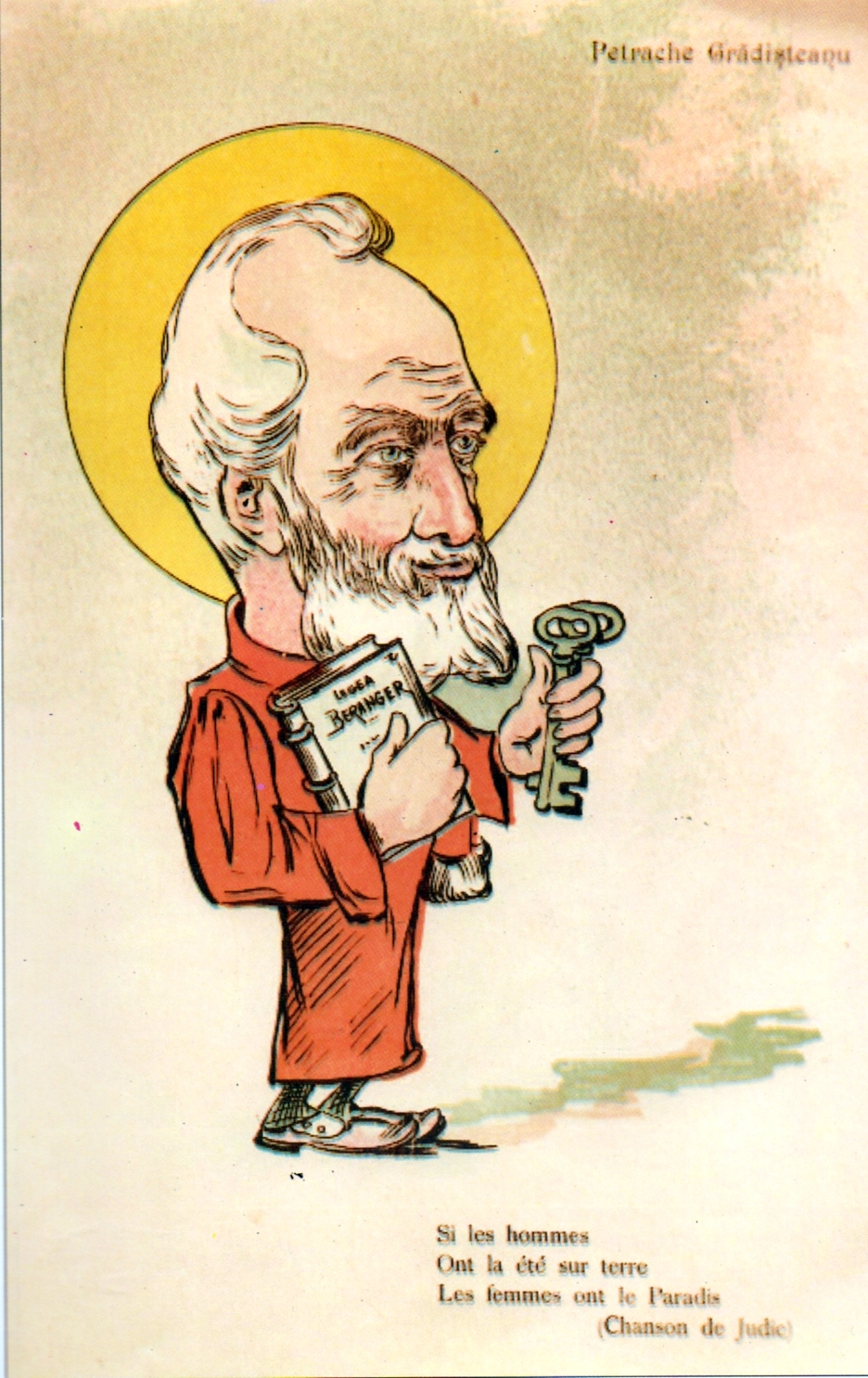
Petru Grădișteanu - caricatură de Nicolae Petrescu-Găină

Petru Grădișteanu (n. 24 februarie 1839 – d. 28 septembrie 1921, București) a fost un publicist, autor dramatic și om politic român, membru de onoare al Academiei Române (1883).
Ca deputat și senator liberal a inițiat câteva proiecte de legi, printre care legea privind organizarea și administrarea teatrelor, adoptată în 1877. A fost președintele Ligii pentru unitatea culturală a tuturor românilor (Liga culturală).

## Scrieri
- Petru Grădișteanu: Uă noapte pe ruinele Tîrgoviștei sau Umbra lui Mihai Viteaziul: tablou într-un act cu versuri, 35 pagini, Tipografia Națională a lui I. Romanov & C-nie, 1857